# Пимен (митрополит Киевский)
Митрополи́т Пи́мен (ум. 11 сентября 1389, Халкидон) — епископ Русской церкви, митрополит Киевский и всея Руси.

## Биография
Родился предположительно в Переяславле (ныне Переславль-Залесский), где, вероятно, принял иноческий постриг. До 1380 года архимандрит переяславский («Пумин архимандрит Переяславьскыи»). Будучи настоятелем, скорее всего переславль-залесского Горицкого Успенского монастыря, возглавлял чёрное духовенство и монашество Переяславля.

### Борьба за митрополию
В 1380 году в числе трёх архимандритов сопровождал в Царьград Митяя для поставления последнего в сан митрополита патриархом Нилом. Когда ставленник великого князя Дмитрия, Михаил-Митяй, пересёк Чёрное море и уже приближался к виднеющемуся вдали Царьграду, он прямо на корабле заболел и внезапно умер. Сопровождающая его свита с изрядной митрополичьей казной пребывала в полной растерянности.
Однако, посовещавшись, они решили не возвращаться в Москву без митрополита, а избрать из сопровождавших Митяя клириков другого кандидата. После бурных дебатов был избран переяславский архимандрит Пимен. Воспользовавшись незаполненными княжескими грамотами, которые были у Митяя, они самовольно написали послание греческому императору и патриарху, прося поставить на русскую митрополию архимандрита Пимена. Император и патриарх отказались ставить на Русь второго митрополита, так как уже был назначен митрополит Киприан. Тем не менее, представители Константинопольской патриархии всё же решили так выйти из положения: патриарх объявил, что рукоположит Пимена в митрополита Киевского и Великой Руси, а Киприана — в митрополита Литвы и Малой Руси. Святитель Киприан не стал дожидаться акта поставления Пимена и уехал в Литву.
Великий князь не захотел признать Пимена митрополитом. Когда Пимен со своей свитой приблизился к Коломне, великий князь приказал его схватить и отправить в Чухлому, где Пимен пробыл в заточении целый год, затем его перевели в Тверь. Константинопольский патриарх не раз писал великому князю и убеждал его принять Пимена на Москву, а Киприана удалить.
В 1382 году произошла ссора великого князя с Киприаном, князь удалил его от митрополии, а призвал Пимена. Но через несколько месяцев он избрал нового кандидата на митрополию суздальского епископа Дионисия. Посылая последнего в Царьград, князь своими грамотами просил патриарха поставить Дионисия на русскую митрополию, а на Пимена написал многие обвинения. Патриарх исполнил просьбу великого князя, поставив Дионисия митрополитом Киевским и всея Руси, а для суда над Пименом отправил на Русь двух своих митрополитов, которые прибыли в Москву зимой 1384 года. Разобрав дело Пимена, они нашли его виновным и объявили низверженным.
Пимен, однако, продолжал служить и успел рукоположить нескольких епископов. После вмешательства великого князя в 1389 году Пимен вынужден был тайно снова поехать в столицу Византии. На Чёрном море он был схвачен и заключен в оковы своими кредиторами. Уплатив им значительную сумму, он с трудом освободился от них. В Лицевом летописном своде содержится обширное описание этого путешествия.
11 сентября 1389 года он скончался в Халкидоне. Погребён в церкви святого Иоанна Предтечи.